# Рокосово
Рокосо́во (укр. Рокосово) — село, входит в Хустскую городскую общину Хустского района Закарпатской области Украины.
Население по данным на 2023 год составляло 3922 человека. Население по переписи 2001 года составляло 4785 человек. Почтовый индекс — 90410. Телефонный код — 3142. Код КОАТУУ — 2125387101.

## СМИ[2]

### Телеканалы
- 9 ТВК — Мультиплекс MX-7
- 39 ТВК — Мультиплекс MX-1
- 53 ТВК — Мультиплекс MX-2
- 56 ТВК — Мультиплекс MX-3
- 61 ТВК — Мультиплекс MX-5

### Радиостанции[3]
- 71,9 МГц — Радіо Промінь
- 88,2 МГц — Захід FM+
- 91,5 МГц — Радіо 7
- 101,2 МГц — Українське Радіо / Українське Радіо - Ужгород
- 101,9 МГц — Закарпаття FM
- 103,7 МГц — Гуцульське радіо
- 106,8 МГц — Радіо “Культура”

## Галерея

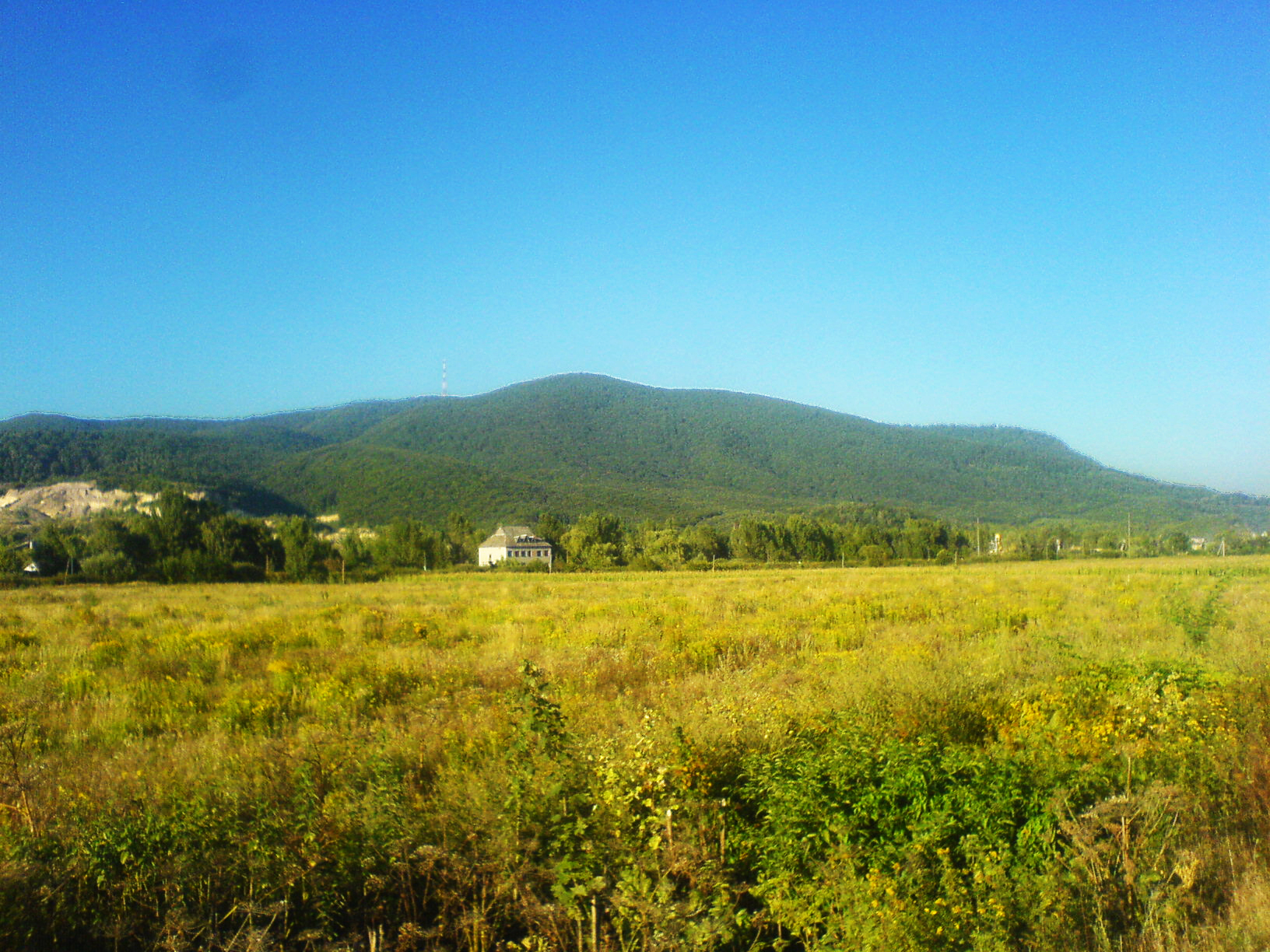
Часть горного массива
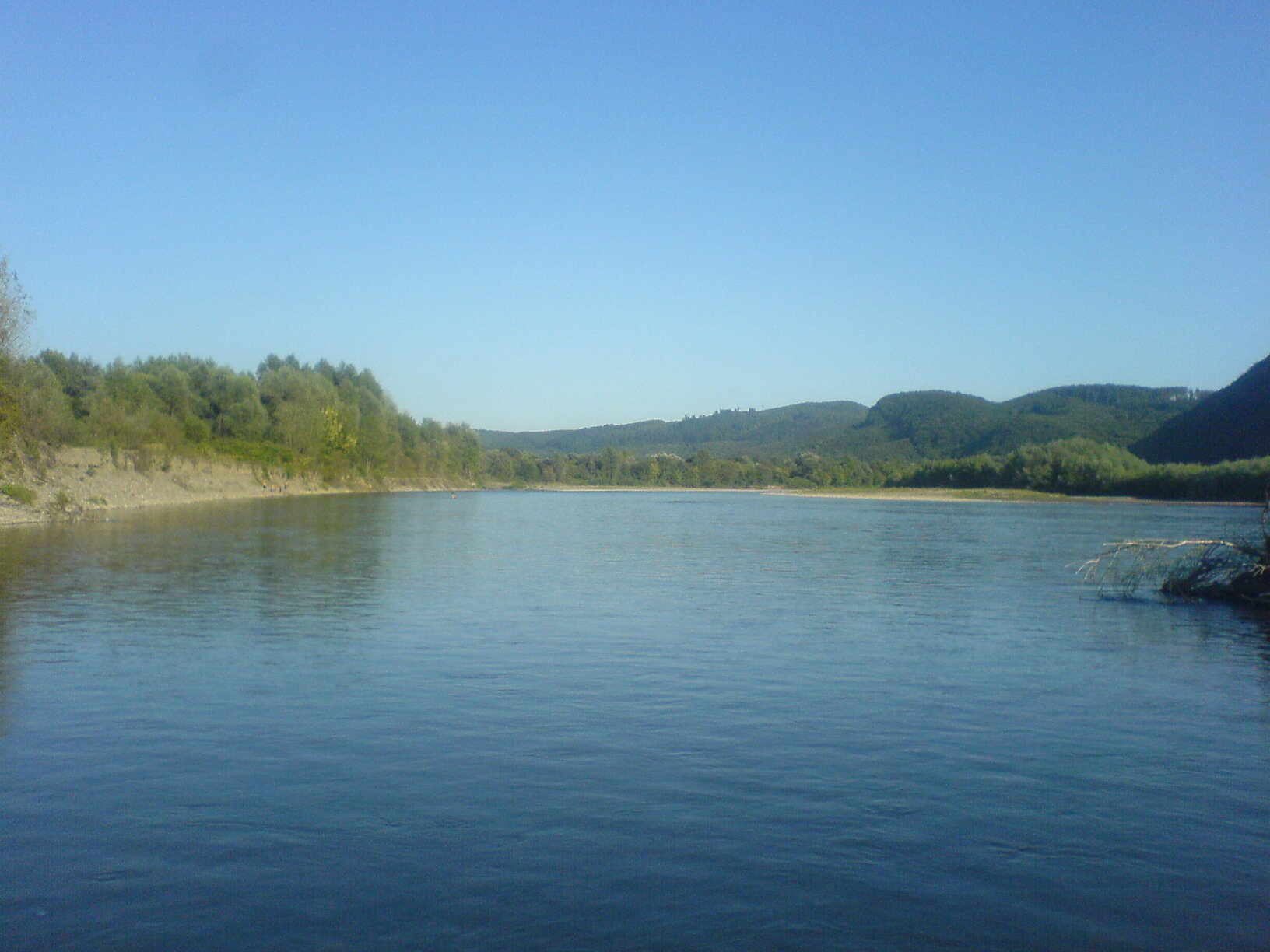
Река Тиса на территории с. Рокосово
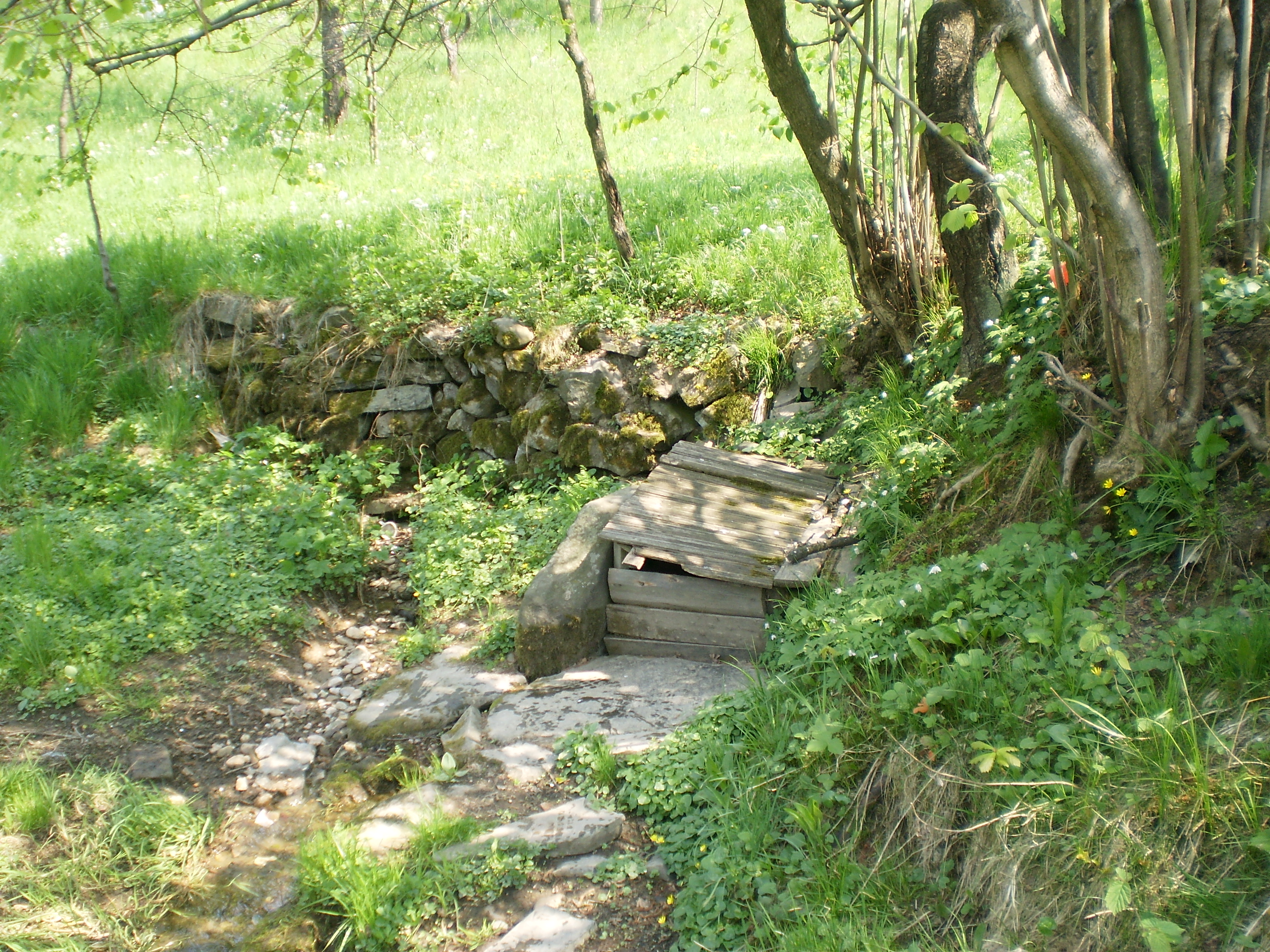
Колодец, который носит название Балаживка
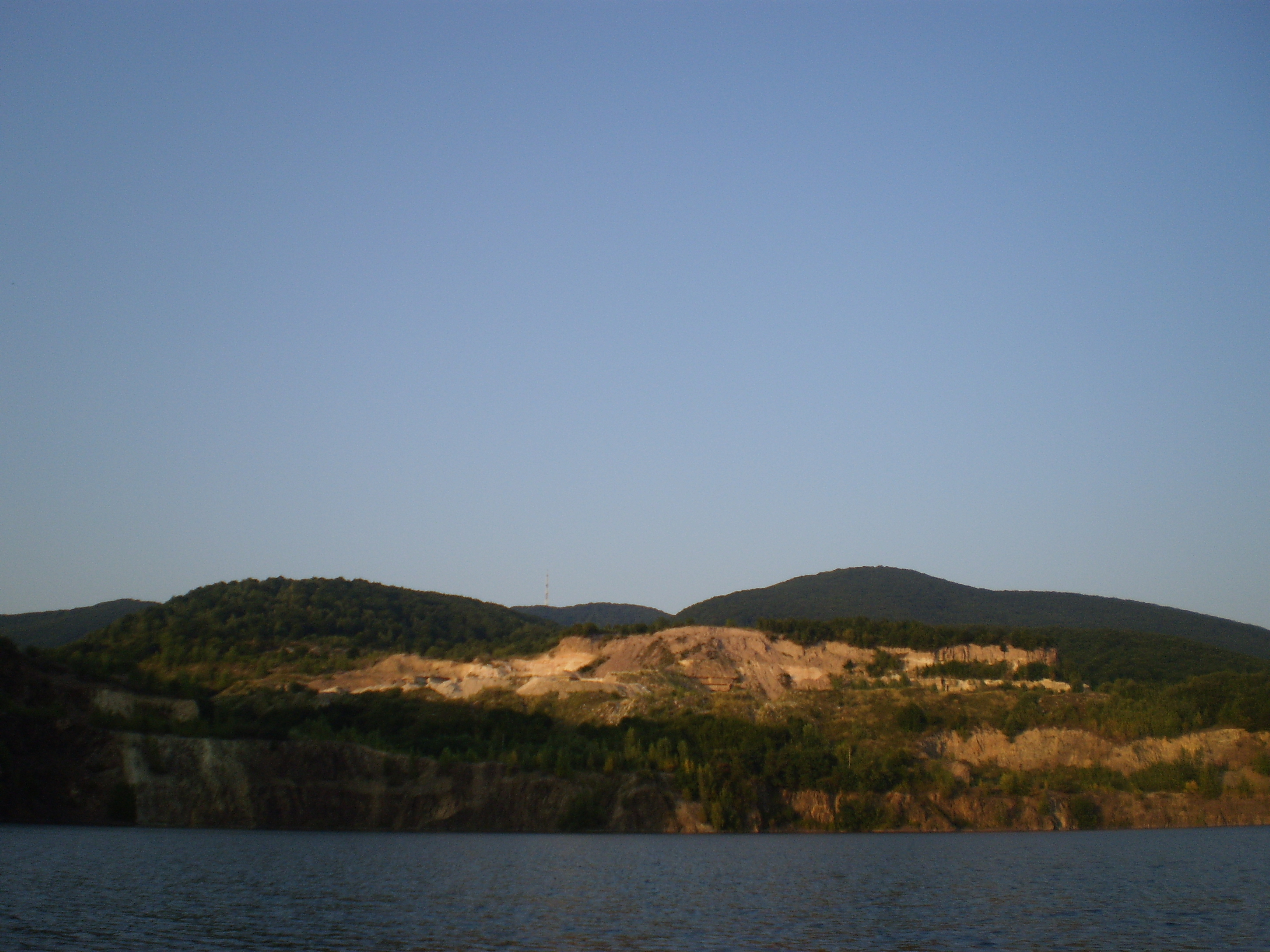
Бывший карьер